# Ahmed Smaoui
Ahmed Smaoui, né le 24 mai 1939, est un homme politique tunisien.

## Biographie
Ayant poursuivi des études de géographie à la Sorbonne et à l'Institut de géographie de l'université de Paris, il est successivement PDG de l'Office national du tourisme tunisien, de Tunisair et de la Société nationale des chemins de fer tunisiens, secrétaire d'État au Tourisme, ministre des Transports puis des Affaires sociales. Il reste sollicité quand il s'agit de débattre de questions fondamentales relatives au développement touristique du pays.
Il est par ailleurs président d'honneur de la confrérie de la chaîne des rôtisseurs en Tunisie. Il contribue, en 1963, à la fondation du mouvement Perspectives tunisiennes à Paris.

## Publications
Voici quelques-unes des contributions d'Ahmed Smaoui :
- Quel tourisme pour le XXIe siècle ?, Tunis, Institut tunisien des études stratégiques (ar),‎ 1995.
- Jean-Luc Michaud, Tourismes : chance pour l'économie, risque pour les sociétés ?, Paris, Presses universitaires de France, 1992, 306 p. (ISBN 978-2130444732).
- Passeport pour le développement, Paris/Washington, Unesco/Banque mondiale, 1984 (ouvrage collectif).
- Tourisme, espace et environnement, Nairobi, Programme des Nations unies pour l'environnement.